# Louis-Hippolyte La Fontaine

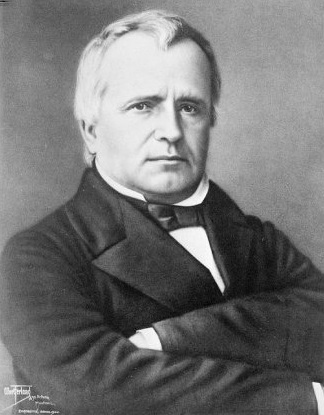
Louis-Hippolyte La Fontaine

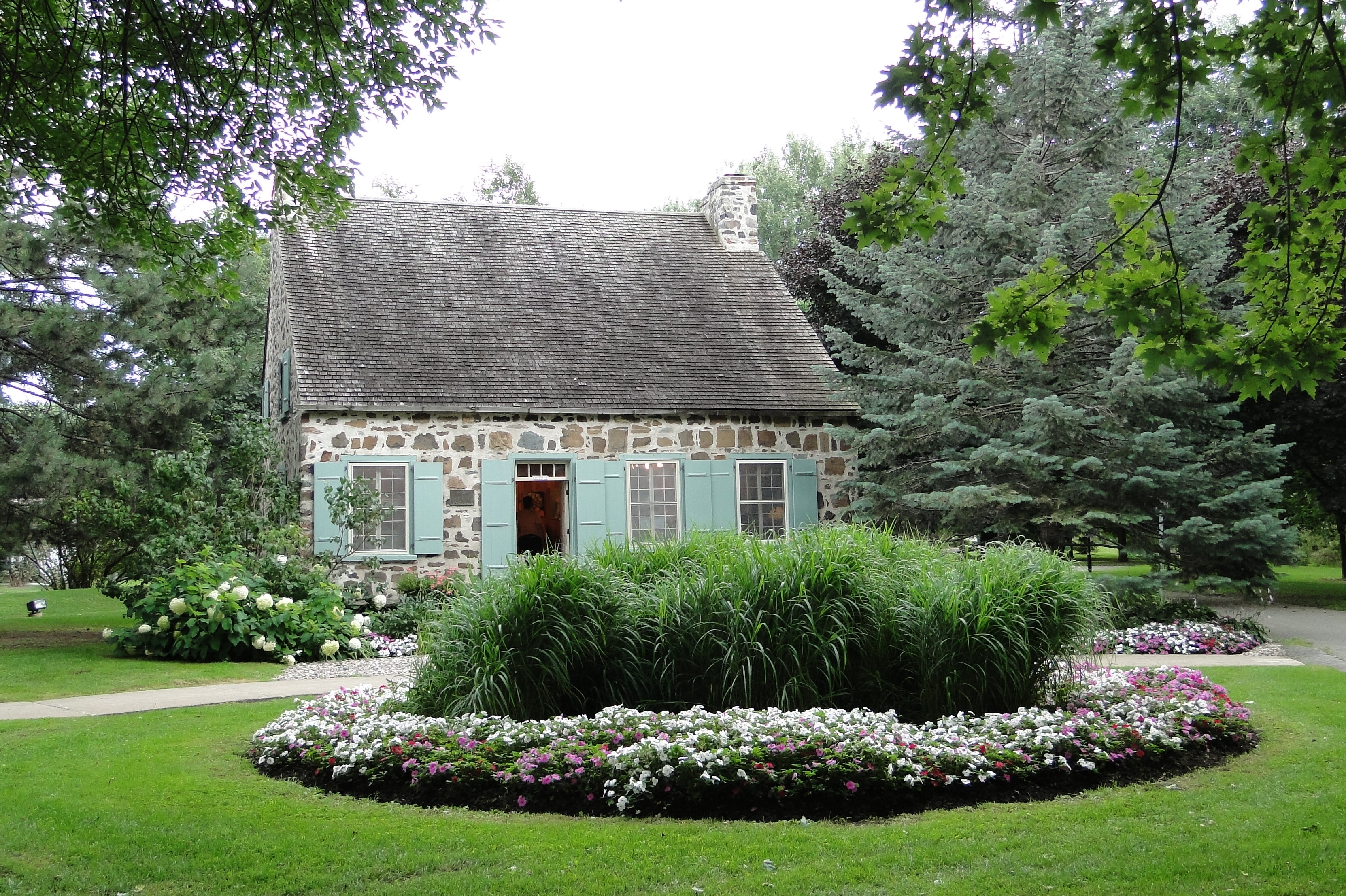
Das Haus in Boucherville, in dem La Fontaine in seiner Kindheit lebte

Sir Louis-Hippolyte La Fontaine, 1. Baronet KCMG (auch Lafontaine, * 4. Oktober 1807 in Boucherville; † 26. Februar 1864 in Montreal) war der erste Kanadier, der zum Premierminister der Vereinigten Provinz von Kanada wurde und der erste Vorsitzende einer eigenen parlamentarischen Vertretung (responsible government) in Kanada.

## Leben und Werk
Als Jurist und Staatsmann wurde La Fontaine 1830 zunächst in die Gesetzgebende Versammlung von Niederkanada gewählt. Er war ein Unterstützer Papineaus und Mitglied der Parti canadien (später Parti patriote). Nach den schweren Folgen der Rebellionen von 1837 gegen die britischen Behörden befürwortete er die politischen Reformen in der 1841 neu entstandenen Provinz Kanada.
Im Rahmen der Vereinigung der beiden Kanadas arbeitete er mit Robert Baldwin an der Gründung einer Partei für die liberalen Reformer Ober- und Unterkanadas. Er und Baldwin bildeten im Jahr 1842 eine Regierung, traten aber 1843 wieder zurück. Im Jahr 1848 beauftragte Königin Victoria ihn mit der Bildung der ersten Regierung im Rahmen der neuen Politik der Responsible government. Die am 11. März gebildete La Fontaine-Baldwin-Regierung kämpfte für die Wiederherstellung des offiziellen Status der französischen Sprache, die mit dem Union Act abgeschafft worden war, sowie für die Grundsätze der Responsible government und für das Prinzip der doppelten Mehrheit bei der Abstimmung von Gesetzen.

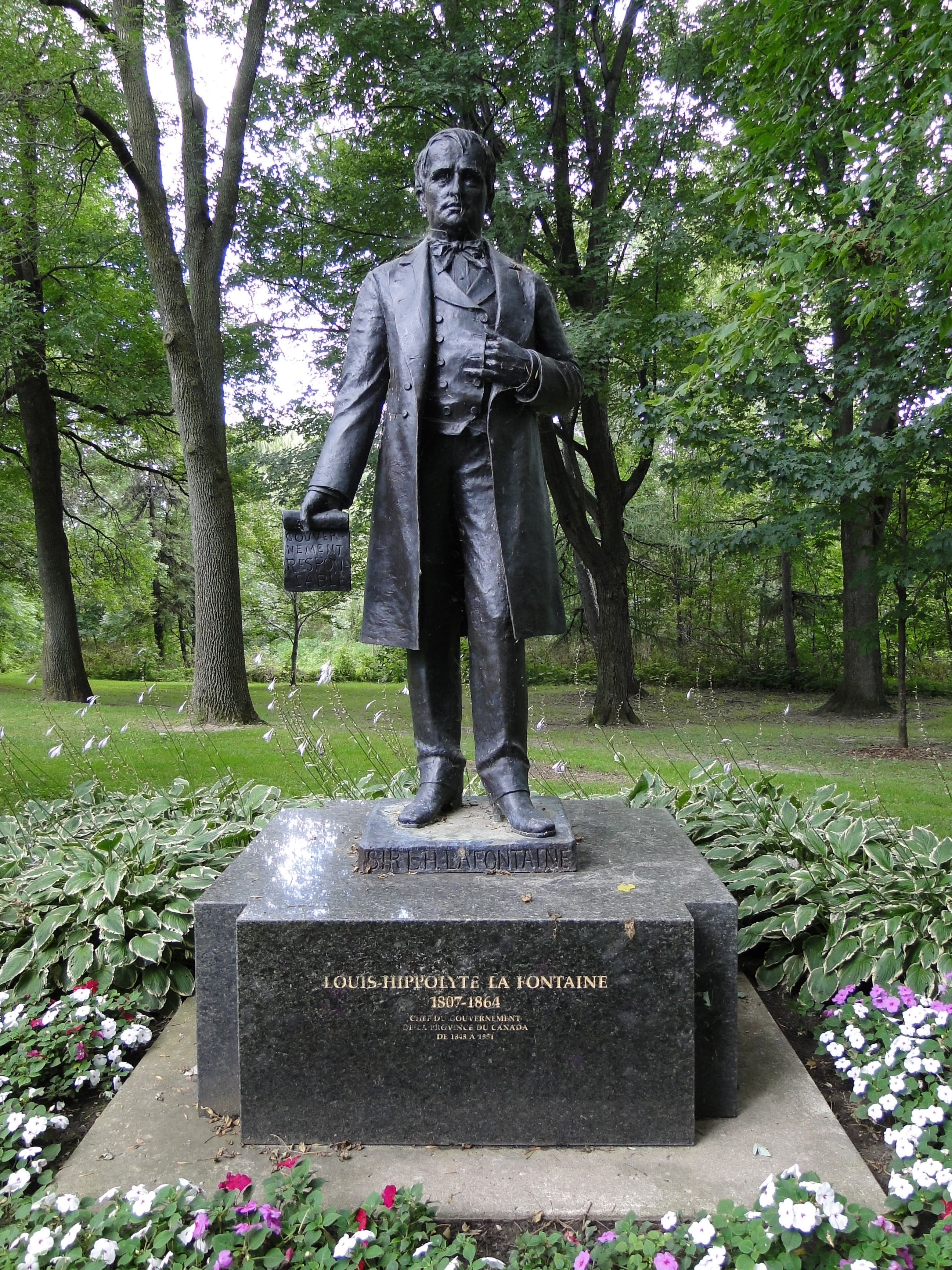
Statue von La Fontaine in Boucherville

Während Baldwin den Westen Kanadas (Oberkanada) reformierte, genehmigte La Fontaine Gesetze zur Abschaffung der Grundherrschaft im Osten (Niederkanada). Er gewährte Amnestie für die verbannten Führer der Aufstände in Niederkanada. Die beschlossene Vereinigung wurde aber von den Loyalisten in Kanadas Osten nicht akzeptiert. Sie protestierten heftig und brannten das Parlament in Montreal nieder. La Fontaine zog sich 1851 ins Privatleben zurück, wurde aber 1853 zum Vorsitzenden des Obersten Gerichtshofes von Kanadas Osten ernannt. 1854 erhob ihn Königin Victoria zum Baronet, of the City of Montreal in the County of Montreal, Canada, und 1855 erhielt er durch Papst Pius IX. das Ritterkreuz des päpstlichen Silvesterordens.
La Fontaine hatte am 9. Juli 1831 Adèle Berthelot (1813–1859) geheiratet, nach ihrem Tod heiratete er am 30. Januar 1861 die verwitwete Julia-Elisabeth-Geneviève Morrison (1822–1905). Während seine erste Ehe kinderlos geblieben war, gingen aus der zweiten zwei Söhne hervor: Louis-Hippolyte (* 11. Juli 1862), der zweite Sohn (* 15. Juli 1864) starb mit einem Jahr. Der ältere Sohn wurde beim Tod von La Fontaine sein Titelerbe als 2. Baronet, starb aber bereits 1867, woraufhin der Titel erlosch.

## Ehrungen

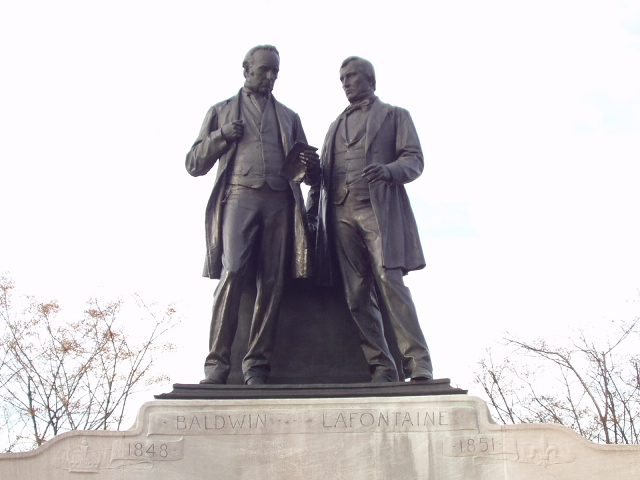
Statue von Robert Baldwin und Louis-Hippolyte La Fontaine auf dem Parliament Hill in Ottawa

Die kanadische Bundesregierung, vertreten durch den für das Historic Sites and Monuments Board of Canada zuständigen Minister, ehrte La Fontaine am 20. Mai 1937 für sein politisches Wirken und erklärte ihn zu einer „Person von nationaler historischer Bedeutung“.
In der Region Montreal wurde sowohl der Louis-Hippolyte Lafontaine Bridge-Tunnel und der Parc Lafontaine zu seinen Ehren so benannt. Auf dem Parliament Hill in Ottawa wurde eine Statue von La Fontaine und Baldwin errichtet.

## Schriften
- Les deux girouettes, ou l’hypocrisie démasquée. Montréal 1834 (online; PDF; 4,3 MB)
- Notes sur l'inamovibilité des curés dans le Bas-Canada. Montréal 1837.
- Analyse de l'ordonnance du Conseil spécial sur les bureaux d’hypothèques [...] Montréal 1842.
- De l'esclavage en Canada, Montréal 1859.
- De la famille des Lauson. Vice-rois et lieutenants généraux des rois de France en Amérique. 1859. (online; PDF; 3,7 MB)
- The Address to the Electors of Terrebonne. 1840 (online)

### Auf Englisch
- M. E. Abbott Nish: Double majority: Concept, Practice and Negotiations, 1840–1848. Master thesis. McGill University, Montréal 1966.
- S. B. Leacock: Baldwin, Lafontaine, Hincks. Responsible Government. Toronto 1907.

### Auf Französisch
- Georges Aubin: Louis-Hippolyte La Fontaine. Correspondence générale. 2002–2005
  - Tome 1: Les ficelles du pouvoir: correspondance entre Louis-Hippolyte La Fontaine et Robert Baldwin, 1840–1854
  - Tome 2: Au nom de la loi: lettres de Louis-Hippolyte La Fontaine à divers correspondants, 1829–1847
  - Tome 3: Mon cher Amable: lettres de Louis-Hippolyte La Fontaine à divers correspondants, 1848–1864
- Georges Aubin: Louis-Hippolyte La Fontaine. Journal de voyage en Europe, 1837–1838. Septentrion, Sillery 1999, ISBN 2-89448-142-X.
- Réal Bertrand: Louis-Hippolyte LaFontaine. Lidec, Montréal 1993, ISBN 2-7608-7046-4.
- Elie-Joseph Auclair: Figures canadiennes. vol. 2, Montréal 1933, S. 9–19. (online; PDF; 7,0 MB)
- Alfred Duclos DeCelles: LaFontaine et son temps. Librairie Beauchemin, Montréal 1907. (online; PDF; 20,3 MB)
- Laurent-Olivier David: Sir Ls.-H. Lafontaine. Typographie Geo. E. Desbarats, Montréal 1872.